# Compunere (lingvistică)
În lingvistică, termenul „compunere” denumește un procedeu intern de îmbogățire a lexicului, care constă în formarea de cuvinte noi din două sau mai multe cuvinte existente independent, dintr-un cuvânt și dintr-un element de cuvânt care nu există independent, sau din două asemenea elemente. Uneori componentele își păstrează sensul, alteori și-l pierd parțial sau total în favoarea unuia nou.
Din punctul de vedere al situației în care a avut loc compunerea, unele cuvinte compuse au fost formate în cadrul propoziției, fiind la origine sintagme formate din cuvinte care erau în mod frecvent alături în propoziție, totdeauna cu aceeași funcție în aceasta, sau din cuvinte care nu formau o sintagmă, dar erau frecvent folosite alăturat. În ambele situații au dobândit împreună un sens diferit de cel al fiecăruia în parte, sudându-se treptat. Altele au fost formate în mod conștient în afara propoziției, pe baza unor modele deja existente în limbă sau calchiate după modele din alte limbi, procedeu care este și actual.
În privința productivității compunerii există diferențe mai mult sau mai puțin mari între limbi. În ordinea descrescătoare a acestei productivități se pot aminti germana, engleza, spaniola, franceza, latina. În tok pisin, o limbă creolă, compunerea este extrem de productivă. În maghiară este unul din procedeele cele mai productive, alături de derivare. În limba română nu este un procedeu preferențial în comparație cu germana, de exemplu, nefiind specifică nici latinei, nici celorlalte limbi romanice.
Compunerea are loc, în general, după anumite reguli morfologice, sintactice și semantice specifice limbii în cauză, iar în cadrul unei limbi sunt mai multe procedee de compunere, dintre care unele sunt mai productive decât altele.

## Elemente de cuvânt neautonome în compunere
După unii autori există și cuvinte compuse în care cel puțin un component nu este cuvânt existent independent, dar are sens lexical. Între asemenea elemente de compunere, unele sunt autohtone, eventual cuvântul compus fiind un calc după un model străin, de exemplu:
BCMS polukrug „semicerc” < polu- (forma de acuzativ a substantivului pola „jumătate” ieșit din uz) + krug „cerc”;
hu  element prim: álnév „pseudonim” < ál- „fals-” + név „nume”;
element secund: pókféle „specie de păianjen” < pók „păianjen” + -féle „fel de”.
Alte elemente de compunere neautonome sunt străine limbii în cauză. În limba franceză, de exemplu, ele sunt de cele mai multe ori grecești sau latine, și participă la așa-numita „compunere savantă”. În unele compuse, unul din membre este cuvânt autonom și autohton, sau un împrumut vechi. Exemple:
- insecticide „insecticid” < insecte (cuvânt francez cu căderea lui e) + -i- (vocală de legătură) + -cide „ucigător” (de origine latină);
- microonde „microundă” < micro- „mic” (de origine greacă) + onde (cuvânt francez);
- bibliophile „bibliofil” < biblio- „carte” + -phile „prieten” (elemente grecești).

În BCMS, unul din componentele cuvântului compus poate fi un radical nefolosit autonom. În unele asemenea compoziții, elementul secund este un asemenea radical singur, ex. kišobran „umbrelă” < kiša „ploaie” (cu căderea lui -a) + vocala de legătură -o- + bran- (radicalul verbului braniti „a apăra”). Alți asemenea radicali trebuie să aibă și un sufix lexical, neputând exista autonom nici primul component + radicalul, nici radicalul + sufixul, ex. staklorezac „sticlar” < staklo „sticlă” + rez- (radicalul verbului rezati „a tăia”) + -ac (sufix formator de nume de agent).

## Compunere sau derivare?
În unele cazuri nu se poate delimita clar dacă este vorba de compunere sau de derivare, chiar dacă componentele sunt cuvinte independente. De exemplu, Hristea 2003 vede în contra- un prefix, dar DEX ’09 un element de compunere, contra fiind și cuvânt independent ca prepoziție. Tot elemente prime de compunere sunt prepozițiile și pentru Grevisse și Goosse 2007, ex. contremander „a contramanda”, sous-estimer „a subestima”.
În limba maghiară există prefixe verbale care se folosesc autonom și ca adverbe. Combinarea acestora cu verbele se apropie de compunere, ex. újraolvas „citește din nou”.

## Formarea cuvintelor compuse
Există asemănări și diferențe între limbi din mai multe puncte de vedere în privința formării cuvintelor compuse:
- natura raportului sintactic dintre componente, în cazurile când există un asemenea raport;
- părțile de vorbire care participă la compunere;
- părțile de vorbire ce rezultă din compunere.

### Pe baza unui raport sintactic
Într-o parte din cuvintele compuse se poate identifica raportul sintactic inițial dintre componente: subordonare, coordonare sau raportul dintre subiect și predicat, dacă, după cum consideră unii autori, acesta nu este de subordonare, ci unul specific, numit predicativ.

#### Subordonare
În cazul acestui raport sintactic poate fi vorba de subordonare atributivă sau completivă.

##### Subordonare atributivă
Atribut adjectival
În limba română se formează astfel, cu topica obișnuită a sintagmei, termeni de specialitate folosiți în limbajul curent (ex. botgros, piatră-vânătă, apă tare), substantive depreciative (coate-goale, mațe-fripte, vorbă-lungă) și toponime, ex. Almașu Mare.
Există și unii compuși mai vechi cu topica inversă: bună-credință, bună-cuviință, bunăvoință, rea-credință, rea-voință.
Și în limba franceză sunt asemenea formații, dar mai rare, cu topica obișnuită, ex. coffre-fort „seif” (literal „cufăr-tare”). Și mai rare sunt cele cu topica inversă: rouge-gorge „măcăleandru, gușă roșie” (lit. „roșie-gușă”), pur-sang „pursânge”.
În limba engleză, de asemenea, este un procedeu mai puțin frecvent decât altele, deși urmează ordinea normală a componentelor în această limbă (adjectiv + substantiv): darkroom „cameră obscură”, loudmouth (om care vorbește tare), readhead (specie de rață) (lit. cap roșu).
În BCMS astfel se formează substantive (ex. Beograd „Belgrad”, lit. „orașul alb”) și adjective, ex. sedokos „cu păr cărunt” < sed „cenușiu” + -o- + kos (radicalul substantivului kosa „păr”).
În maghiară sunt frecvente compozițiile de acest tip pentru formarea de substantive (ex. gyorsvonat „tren rapid”), dar și de alte părți de vorbire, de pildă adverbe: nagyrészt „în mare parte”.
Nume de culori formate astfel, cu adjectivele deschis și închis, sunt:
ro  roșu închis, roșu deschis;
fr  bleu foncé „albastru închis”;
hu  világosszürke „gri deschis” (lit. „luminos gri”);
BCMS svetloplav „albastru deschis” (lit. „luminos albastru”).
Sunt nume de culori compuse și cu alte nume de culori, mai ales care exprimă nuanțe:
ro  galben-portocaliu, galben-verzui, verde-gri;
BCMS crno-žut „galben-roșcat” (lit. „roșu galben”).
În BCMS mai există pe baza acestui raport sintactic:
- substantive compuse din adjectiv + radical verbal: pravopis „ortografie” < prav „drept” + -o- + radicalul verbului pisati „a scrie”;
- adverbe compuse din unele numerale cu valoare adjectivală + substantivul put, cu sensul de bază „drum”: jedanput „o dată”, dvaput „de două ori” etc.

Aici se include și formarea unor numerale în română: două, trei etc. sunt atributele lui „zece” în douăzeci, treizeci etc.
Atribut substantival
Acest tip de atribut exprimă, în unele cazuri, un posesor.
În română, posesorul este exprimat prin substantiv la cazul genitiv, formându-se astfel unele nume de plante și toponime: gura-leului, floarea-soarelui, ochiul-boului, Podu Turcului, Poiana Mărului, Vatra Dornei etc..
Structuri posesive se găsesc și în alte limbi:
de  Tageslicht „lumina zilei”;
en  children’s literature „literatură pentru copii”;
hu  bolondokháza „casă de nebuni” < bolondok „nebuni” + ház „casă” + -a (sufix personal posesiv);
BCMS kućevlasnik „proprietar de casă” < kuća „casă” la genitiv + vlasnik „proprietar”.
Alteori, atributul substantival nu exprimă un posesor.
În română este relativ bine reprezentată sintagma cu prepoziție: buhai-de-baltă sau bou-de-baltă, floare-de-colț, viță-de-vie, Roșiori de Vede, Baia de Aramă, Curtea de Argeș etc.
În franceză sunt de asemenea astfel de formații, inclusiv unele din care a căzut prepoziția: dessous-de-table „șpagă” (lit. „dedesubt-de-masă”), pomme de terre „cartof” (lit. „măr de pământ”), timbre-poste „timbru poștal” (inițial timbre de poste „timbru de poștă”).
Combinația atribut substantival fără prepoziție + substantiv corespunde cu cele două de mai sus în limbi ca engleza sau maghiara. În acestea, regentul este, de regulă, al doilea element, care dă și sensul cuvântului compus, ceea ce reiese bine din formațiile din aceleași două cuvinte, cu topică diferită, en  piano player „pianist” vs. player piano „pian mecanic”.
Este un procedeu foarte productiv în engleză. Exemple: beer can „cutie de bere” (lit. „bere cutie”), coffeehouse „cafenea” (lit. „cafea casă”), dance hall „sală de dans”, fireman „pompier” (lit. „foc om”), bathroom „baie” (lit. „baie încăpere”).
În maghiară de asemenea, acest tip de compunere este foarte productiv. În această limbă, compunerea este tot binară, dar se combină asfel nu numai două cuvinte simple, ci și un cuvânt compus cu unul simplu sau două cuvinte compuse. Exemple:
- două cuvinte simple: akácerdő „pădure de salcâmi” (lit. „salcâm pădure”), kölyökkutya „cățel, pui de câine”, cserépkályha „sobă de teracotă”[7];
- cuvânt simplu + compus: tornász-csapatbajnokság „campionat de gimnastică pe echipe” (lit. „gimnast-echipă campionat”);
- cuvânt compus + simplu: ezermesterbolt „magazin de bricolaj” (< „(o) mie + meșter + magazin”);
- două cuvinte compuse: rendőrzenekar „orchestra polițiștilor” < rendőr „polițist” (< rend „ordine” + őr „păzitor”) + zenekar „orchestră” (zene „muzică” + kar „cor”)[11].

Și în BCMS există acest tip de compunere, mai ales cu vocală de legătură, (ex. parobrod „navă cu aburi” < para „abur” (cu căderea lui a) + -o- + brod „navă”), dar și fără asemenea vocală: spomen-ploča „placă memorială” (lit. „amintire-placă”).

##### Subordonare completivă
Complement direct
În română se formează substantive comune nume depreciative de persoane, din verb la indicativ prezent, persoana a III-a singular, și un substantiv cu funcția de complement direct. Majoritatea sunt cu topica obișnuită (ex. fluieră-vânt, încurcă-lume, papă-lapte, pierde-vară, târâie-brâu, zgârie-brânză), dar sunt și cu topica inversă, ex. gură-cască.
În franceză există aceeași structură, care dă și substantive nume de obiecte: portefeuille „portofoliu, portofel” (lit. „poartă foaie”), tire-bouchons „tirbușon” (lit. „trage-dopuri”), abat-jour „abajur” (lit. „dă în jos lumină”), porte-plume „toc” (lit. „poartă-peniță”).
În maghiară se formează astfel substantive din substantiv + verb la un mod nepersonal (ex. favágó „tăietor de lemne”) și verbe cu topica CD + verb, ex. egyetért „este de acord” (lit. „una înțelege”).
În BCMS se întâlnește de asemenea acest raport sintactic, în substantive [ex. palikuća „incendiator” (lit. aprinde casă)] și în verbe, ex. dangubiti „a pierde vremea” (lit. „zi a pierde”).
În engleză, acest tip de compus este rar, ex. scarecrow „sperietoare de ciori” (lit. „sperie cioară”).
Complement indirect sau circumstanțial
Se întâlnesc, de pildă, compuse pe bază de sintagme cu adjectiv provenit din participiu cu complement circumstanțial:
ro  binevenit, clarvăzător;
fr  bien-aimé „iubit” (lit. „bine-iubit”), bienveillant „binevoitor”, malveillant „răuvoitor”;
hu  harcedzett „călit în luptă” (lit. „luptă călit”);
BCMS dobrodošao „binevenit”.
Prin subordonare completivă circumstanțială se formează și numerale:
- în română, cele de la 11 la 19, ex. doisprezece[1];
- în BCMS, aceleași numerale, cu componentul deset „zece” redus în cursul evoluției, ex. limba slavă veche jedьnъ na desęte „unu pe zece” > jedan na desete > jedanadeset > jedanaest „unsprezece”[21];
- în maghiară, aceleași numerale, precum și cele de la 21 la 29, ex. tizenkettő „doisprezece” (lit. „pe zece doi”), huszonegy „douăzeci și unu” (lit. „pe douăzeci unu”)[22].

Alte formații bazate pe un raport de subordonare completivă sunt, în limbile amintite aici:
- adverb + substantiv → substantiv: hu  együttélés „conviețuire” (lit. „împreună viețuire”)[7];
- adverb + verb → verb:

BCMS zloupotrebiti „a abuza” (de ceva) (lit. „rău a folosi”);
hu  felmegy „urcă” (lit. „în sus merge”), lejön „coboară” (lit. „în jos vine”);
- verb + substantiv → substantiv: fr  meurt-de-faim „muritor de foame” (lit. „moare de foame”)[4];
- substantiv + adjectiv → adjectiv:

hu  érzelemgazdag ’bogat în sentimente’ (lit. sentiment bogat);
BCMS krvožedan „setos de sânge” < krv „sânge” + -o- + žedan „însetat”;
- substantiv + radical verbal → substantiv: BCMS rukopis „manuscris” (< ruka „mână”, cu căderea lui a + -o- + radicalul verbului pisati „a scrie”)[14];
- substantiv + substantiv → substantiv:

fr  arc-en-ciel curcubeu (lit. „arc-în-cer”);
en  pain-in-the-neck (familiar) „pacoste” (lit. „durere-în-gât”);
hu  tejbegríz „griș în lapte” (lit. „în lapte griș”);
- verb + adjectiv → adjectiv: BCMS znatiželjan „curios” (lit. „a ști doritor”)[14].

#### Raport predicativ
În unele limbi, elementele unor cuvinte compuse provin din sintagma dată de subiectul și predicatul unei propoziții.
În franceză, astfel sunt:
- substantive comune: croque-monsieur „sandviș cald” (lit. „crănțăne-domn”), pense-bête „notiță memento” (lit. „se gândește-prost”), saute-mouton „jocul de-a capra” (lit. „sare-oaie”);
- toponime: Chantemerle (lit. „cântă mierlă”), Hurlevent (lit. „urlă vânt”), Pissevache (lit. „urinează vacă”) (nume de pârâu).

Și în maghiară sunt asemenea compuse:
- adjective: villámsújtotta „lovit de trăsnet” (lit. „trăsnet l-a lovit”), szavahihető „credibil” (despre persoane) (lit. „cuvântul său poate fi crezut”);
- verbe la gerunziu: lélekszakadva „cu sufletul la gură” (lit. „suflet rupându-se”).

#### Coordonare
Coordonarea în cuvintele compuse este, de regulă, juxtapusă și copulativă, fără niciun fel de dependență între componente, care au o pondere semantică egală. În unele limbi, în unele compoziții, topica este liberă fără schimbare de sens, ex. fr  un bracelet-montre (lit. „o brățară-ceas” sau une montre-bracelet (lit. „un ceas-brățară”) „ceas de mână”, en  owner-operator „proprietar-operator” sau operator-owner „operator-proprietar”.
Uneori, coordonarea este joncțională. Este cazul unor numerale:
ro  treizeci și cinci, optzeci și doi etc.;
fr  vingt-et-un „douăzeci și unu”, trente-et-un „treizeci și unu” etc.
În engleză, astfel este adjectivul sweet-and-sour „dulce-acrișor” (lit. „dulce-și-acru”).
Compusele prin coordonare fac parte din mai multe părți de vorbire.
Substantivele compuse din alte substantive sunt frecvente. Exemple în română sunt substantive comune ca pușcă-mitralieră, artist-cetățean sau toponime cu falsă coordonare, termenul al doilea fiind inițial la genitiv: Târgu-Jiu, Sângeorz-Băi. În alte limbi:
fr  wagon-restaurant „vagon-restaurant”, l’Alsace-Lorraine „Alsacia și Lorena”;
hu  adásvétel „vânzare-cumpărare”, Budataxi (< Buda + taxi) (nume de firmă);
zh  fù-mǔ „părinți” (lit. „tată-mamă”);
BCMS Naftaplin (< nafta „petrol” + plin „gaz”) (nume de firmă);
tok pisin papamama „părinți”.
Sunt și substantive compuse din verbe, de exemplu:
fr  chausse-trap(p)e „capcană” (din două verbe cu sensul ieșit din uz, lit. „calcă-sare”);
hu  jöttment „venetic” (lit. „a venit-a plecat”).
Adjectivele formate astfel sunt, în anumite limbi, unele cu vocală de legătură, altele fără:
ro  democrat-revoluționar, româno-francez;
fr  sourd-muet „surdo-mut”, aigre-doux „dulce-acrișor” (lit. „acru-dulce”), franco-russe „franco-rus”;
În maghiară, adjectivele compuse sunt fără vocală de legătură: piros-fehér-zöld „roșu, alb și verde”, hegyes-völgyes (lit. „muntos-vălurit”).
În BCMS, astfel de adjective sunt toate cu vocală de legătură: gluhonijem „surdo-mut”, društveno-politički „social-politic”, crveno-bijelo-modar „roșu alb și albastru”.
Verbele compuse prin coordonare sunt foarte rare în franceză, din verbe sinonime, ex. virevolter „a se roti” (< virer „a se învârti” + volter „a face o rotație”). Sunt ceva mai frecvente în maghiară, din verbe apropiate din punct de vedere semantic: üti-veri (lit. „îl/o lovește-bate”), süt-főz „gătește” (lit. „frige/coace-fierbe”), fúr-farag „meșterește” (lit. găurește-cioplește”).
Sunt și unele adverbe compuse, din adverbe cu sensuri contrare, aici fiind vorba, în mod excepțional, de coordonare adversativă:
hu  jól-rosszul „bine sau rău” (lit. „bine-rău”);
BCMS manje-više „mai mult sau mai puțin” (lit. „mai puțin-mai mult”).
Unii autori includ în compunerea prin coordonare și reduplicarea.
Uneori este vorba de dublarea unui cuvânt, de exemplu:
ro  mai-mai, gata-gata;
fr  cache-cache „jocul de-a (v-ați) ascunselea” (lit. „ascunde-ascunde”);
en  goody-goody „persoană care se poartă astfel, încât să placă celor investiți cu autoritate” (familiar și depreciativ) (lit. „bunicel-bunicel”);
hu  egy-egy „câte un/o” (numeral distributiv), már-már „gata-gata”;
BCMS gdegde „ici-colo, în unele locuri”; katkad (cu asilimarea lui [d] din primul cuvânt de de către [k]) „uneori”.
Alteori, între componente este o mică diferență de formă. În unele cazuri, ambele componente sunt și cuvinte autonome, în altele numai unul este și cuvânt autonom, iarăși în altele niciunul nu este un astfel de cuvânt. Exemple:
ro  calea-valea;
fr  prêchi-prêcha (familiar, depreciativ) „predică”;
en  easy-peasy (familiar) „floare la ureche”;
hu  ámul-bámul (lit. „se minunează-se holbează”);
BCMS kako-tako „oarecum” (lit. „cum-așa”).
În lingvistica maghiară se consideră cuvinte compuse și cele numai cu radicalul reduplicat, ex. akarva-akaratlan „vrând-nevrând”, körös-körül „de jur împrejur”, régestelen-régen „foarte demult”.

### Fără raport sintactic

#### Cuvinte în compoziția cărora intră cuvinte gramaticale
Acestei categorii îi aparțin cuvinte cu sens lexical deplin formate prin compunere din astfel de cuvinte și cuvinte gramaticale, precum și cuvinte gramaticale formate prin combinarea altor cuvinte gramaticale sau a unor cuvinte gramaticale cu cuvinte având sens lexical deplin.

##### Cuvinte cu sens lexical deplin
Astfel de cuvinte compuse sunt, după Grevisse și Goosse, în franceză:
- verbe: entrouvrir „a întredeschide”, sous-louer „a subînchiria”, surcharger „a supraîncărca”;
- substantive: sous-lieutenant „sublocotenent”, entrecôte „antricot” (lit. „întrecoastă”), contrepoison „antidot” (lit. „contraotravă”);
- adjective: suraigu „supraacut”, sous-peuplé „subpopulat”;
- adverbe: aujourd’hui „astăzi”, avant-hier „alaltăieri”.

În BCMS sunt unele cuvinte formate cu pronume sau cu prepoziții ca element prim:
- substantive: samouništenje „autodistrugere” (lit. „însuși distrugere”), svemoć „atotputernicie” (lit. „tot putere”);
- adjective: samozadovoljan „satisfăcut de sine”, svojeručan „făcut de el/ea însuși/însăși” < svoja „sa” + ruka „mână” + -an (sufix formator de adjective), ovozemaljski „de pe lumea asta” < ovo „acest” + zemaljski „pământean”;
- verbe: samofinansirati se „a se autofinanța”;
- adverbe: naveliko „în mare măsură” (lit. „pe mare”), zamalo „aproape, mai-mai” (lit. „pentru puțin”)[39].

În maghiară participă postpoziții la astfel de cuvinte compuse, formând:
- toponime: Dunántúl „Transdanubia” (lit. „Dunăre dincolo de”);
- adverbe: ezentúl „de acum înainte” (lit. „aceasta dincolo de”), tegnapelőtt „alaltăieri” (lit. „ieri înainte de”), holnapután „poimâine” (lit. „mâine după”).

De la postpoziții se formează cu sufixul -i așa-numite „adjective postpoziționale”, cuvinte gramaticale care participă la adjectivarea cuvintelor de tipul exemplelor precedente, ex. dunántúli „din Transdanubia”, tegnapelőtti „de alaltăieri”, holnaputáni „de poimâine”.

##### Cuvinte gramaticale
În română, astfel de cuvinte formate prin compunere sunt:
- pronume: celălalt, fiecare, oricare[1];
- prepoziții: deasupra, despre, de către, de la[41];
- conjuncții: încât, așadar, fiindcă, deoarece[42].

În franceză se întâlnesc:
- pronume: quelqu’un „cineva”[43], chacun „fiecare”[44];
- prepoziții: hormis „în afară de”, malgré „în ciuda”, parmi „printre”[5];
- conjuncții: lorsque „atunci când”, „puisque” „din moment ce”[5].

În BCMS există:
- pronume: ikakav „de vreun fel”, ničiji „al nimănui”, nečiji „al cuiva”, svako „fiecare”[14];
- prepoziții: navrh „în vârful”, umesto „în loc de”[14];
- modalizatori: možda „poate că”, zaista „într-adevăr”, uglavnom „în principal”, nažalost „din păcate”[45].

În maghiară se pot cita:
- pronume: mindenki „toată lumea” (lit. „tot cine”), valamennyi „oricât”[46];
- conjuncții: azután „după aceea”, hanem „ci” (lit. „dacă nu”), jóllehet „deși” (lit. „bine poate”)[47];
- modalizatori: aligha „nu prea” (lit. „abia dacă”), csakhogy „doar că”, korántsem „nici pe departe” (lit. „devreme nici”)[48].

##### Propoziții sudate
Relativ puține sunt cuvintele compuse formate din propoziții la origine, de pildă:
ro  du-te-vino, ducă-se-pe pustii, ucigă-l-toaca, lasă-mă-să-te-las, vino-ncoace;
fr  laissez-passer „permis de liberă trecere” (lit. „lăsați să treacă”), va-et-vient „du-te-vino” (lit. „merge și vine”);
en  forget-me-not „nu-mă-uita”;
hu  fogdmeg „zbir” (lit. „prinde-l”), keljfeljancsi „hopa-mitică” (lit. „scoală-te, Ionică”), nefelejcs „nu-mă-uita”.
BCMS bogzna „cine știe” (lit. „Dumnezeu știe”), dabogda „să dea Dumnezeu”.

#### Cuvinte telescopate
Grevisse și Goosse 2007 include printre cuvintele compuse și pe cele formate prin telescopare, adică prin unirea părții inițiale a unui cuvânt cu partea finală a altuia. Astfel sunt:
ro  tembeliziune < tembel + televiziune;
fr  autobus „autobuz” < automobile omnibus;
en  brunch < breakfast „mic dejun” + lunch „prânz”;
hu  csalagút „tunelul Canalului Mânecii” < csatorna „canal” + alagút „tunel”.

#### Sigle și acronime
În lingvisitica română se consideră o modalitate specială de manifestare a compunerii prescurtările care constau în sigle și acronime.
Siglele sunt cuvinte formate din inițialele cuvintelor dintr-o sintagmă. Cele care se pronunță precum cuvintele obișnuite sunt totodată și acronime. Exemple:
ro  C.F.R. < Căile Ferate Române;
fr  S.N.C.F. < Société nationale des chemins de fer „Societatea Națională a Căilor Ferate”;
en  NATO < North Atlantic Treaty Organization „Organizația Tratatului Atlanticului de Nord”;
hu  MÁV < Magyar Államvasutak „Căile Ferate de Stat Ungare”;
BCMS ULUH < Udruženje likovnih umjetnika Hrvatske „Uniunea Artiștilor Plastici din Croația”.
Numai acronime sunt cuvintele formate din părțile inițiale ale cuvintelor dintr-o sintagmă, cel puțin una fiind mai mare de un sunet/literă:
ro  Asirom < ASIgurarea ROMânească;
fr  Ifremer < Institut Français de Recherche pour l’Exploitation de la MER „Institutul Francez pentru Cercetarea și Exploatarea Mării”;
en  ALGOL < ALGOrithmic Language „limbaj algoritmic”;
hu  Malév < MAgyar LÉgiforgalmi Vállalat (lit. „întreprinderea ungară de trafic aerian”);
BCMS Ina < Industrija NAfte (lit. „industria petrolului”).

## Lexicalizarea cuvintelor compuse
Cuvintele compuse existente la un moment dat în limbă nu sunt la fel de sudate, prin urmare nu au același grad de lexicalizare. Prin lexicalizare se înțelege în cazul lor faptul că devin unități lexicale, adică sensul lor este diferit de cel al componentelor luate în parte.
Complet lexicalizate sunt în primul rând cuvintele în care nu se mai pot identifica componentele, acestea fiind parțial sau total deformate față de cuvintele originare, iar cuvântul nu mai este simțit de vorbitori ca fiind compus. Astfel sunt:
ro  prepoziții: din (< de + în), prin [< pre (formă veche a lui pe) + în].;
conjuncții: dacă (< de + că), deci (de + aci);
fr  voici „iată” (< vois „vezi” + ci „aici”), hormis „în afară de” (< hors „afară” + mis „pus”);
BCMS dovde „până aici” (< do „până la” + ovde „aici”), odavde „de aici” (< od „de la” + ovde).
Tot lexicalizate sunt cuvintele compuse în care se pot identifica componentele, dar sensul lor este complet schimbat, adică nu mai sunt motivate, eventual schimbându-se și pronunțarea lor, de pildă, în engleză, cupboard [ˈkʌbəd] „bufet, dulap”, la origine cup [kʌp] „cupă” + board [bɔːd] „scândură”.
În lingvistica maghiară, Kiefer 2006 consideră lexicalizate cuvintele compuse printr-un procedeu care nu mai este productiv, de exemplu cele din substantiv + verb, precum lakbér „chirie” < lak (formă mai veche a verbului lakik „locuiește”) + bér „plată”.
Gradul de lexicalizare se poate constata în unele limbi și din modul de accentuare a cuvintelor. În engleză, bunăoară, într-o sintagmă ca black bird „pasăre neagră”, ambele cuvinte sunt accentuate, dar când devine blackbird [ˈblækbɜːd] „mierlă”, al doilea component nu se mai accentuează. În maghiară de asemenea, cuvintele compuse din două elemente se accentuează numai pe prima vocală a primului component. În lingvistica BCMS se disting cuvinte compuse și semicompuse. Cele din urmă sunt accentuate pe ambele componente, fiind mai puțin lexicalizate decât cele dintâi, ex. ribolov [ˈribolov] „pescuit” (< riba „pește” + -o- + radicalul verbului loviti „a vâna”) vs. spomen-ploča [ˈspomen-ˈplot͡ʃa] „placă memorială”.
Alt indiciu al gradului de lexicalizare este modul în care se integrează cuvântul compus în sistemul gramatical. În general, acest grad este mai mare în cazul cuvintelor care primesc afixe numai la ultimul component, față de cele care primesc și la primul. Exemple:
ro  bunăvoință – bunăvoinței vs. rea-credință – relei-credințe;
hu  vaspor „pilitură de fier” – vasporral „cu pilitură de fier” vs. tesz-vesz „trebăluiește” (lit. „pune-ia”) – tesznek-vesznek „trebăluiesc” (lit. „(ei/ele) pun-iau”).
În cazul abrevierilor, indiciul lexicalizării este, în funcție de natura lor și de caracteristicile limbii date, primirea de instrumente gramaticale pentru exprimarea determinării, a genului, a pluralului, a cazurilor, și de afixe lexicale pentru formarea de derivate, precum și capacitatea de a servi ca bază pentru compunere. Exemple:
ro  C.F.R. (< Căile Ferate Române) – cu articol hotărât masculin singular, C.F.R.-ul; derivat: ceferist, -ă;
fr  CAPES (< Certificat d’aptitude au professorat de l’enseignement du second degré „Certificat de aptitudine pedagogică pentru învățământul secundar”) – cu articol hotărât masculin singular, le CAPES; derivat: capésien, -ne „deținător, -oare al/a CAPES-ului”;
hu  tévé „televizor” → tévészerelő ’reparator de televizoare’;
BCMS Nama – la genitiv feminin singular, Name „al/a/ai/ale magazinelor Nama”.
Gradul de lexicalizare se reflectă și în ortografierea cuvintelor compuse, deși nu în mod sistematic, și în mod diferit de la o limbă la alta. În română, în franceză și în engleză sunt cuvinte compuse scrise în trei feluri: fără cratimă, cu cratimă și în cuvinte separate:
ro  botgros, piatră-vânătă, roșu închis;
fr  bienveillant „binevoitor”, bien-aimé „iubit”, bleu foncé „albastru închis”.
en  today „astăzi”, pain-in-the-neck „pacoste”, children’s literature „literatură pentru copii”.
În BCMS și în maghiară nu sunt cuvinte compuse scrise separat:
hu  világosszürke „gri deschis”, adás-vétel „vânzare-cumpărare”;
BCMS dobrodošao „binevenit”, manje-više „mai mult sau mai puțin”.
În unele limbi sunt și cuvinte compuse ocazionale, care nu sunt deloc lexicalizate. De pildă, în maghiară, női cipő „pantof de damă” este o sintagmă ale cărei membre devin cele ale unui cuvânt compus ocazional când i se adaugă cel puțin încă un cuvânt, ex. ''nőicipő-vásár „târg de pantofi de damă”.
În germană, teoretic este posibil să se formeze cuvinte compuse oricât de lungi, tot în mod ocazional. Un exemplu extrem este Rindfleischetikettierungsüberwachungsaufgabenübertragungsgesetz „lege privind transferul obligațiilor de supraveghere a etichetării cărnii de vită”.

## Cuvintele compuse și împrumutul lexical
Precum cuvintele în general, și cuvintele compuse fac obiectul unor împrumuturi de la o limbă la alta. În cazul lor, acestea sunt de mai multe feluri.
Unele cuvinte compuse sunt preluate ca atare din limba sursă, de obicei cu adaptările fonetice și grafice ale limbii receptoare, de exemplu:
ro  mass-media < en  mass media;
fr  football „fotbal” < en  football;
en  savoir faire „pricepere” < fr  savoir-faire (lit. „a ști face”);
hu  szoftver < en  software;
BCMS hardver < en  hardware.
Alte cuvinte sunt compuse dintr-un cuvânt autohton și un cuvânt sau element de cuvânt împrumutat:
fr  minijupe „minifustă” < la  minimus „cel mai mic” + jupe „fustă”;
en  passageway „coridor” < fr  passage „trecere” + way „cale”;
hu  csúcstechnológia  „tehnologie de vârf”< csúcs „vârf” + technológia;
BCMS vodoinstalater „instalator de apă” < voda „apă” + instalater (< instalirati „a instala” < de  installieren).
O categorie de cuvinte compuse provine din calcuri, adică traducerea unor cuvinte compuse străine cu imitarea modului lor de compunere, sau combinarea de cuvinte autohtone după un model împrumutat. Exemple:
ro  bunăstare < de  Wohlstand;
fr  presqu’île „peninsulă” < la  paeninsula (lit. „aproape insulă”);
en  crispbread < de  Knäckebrot „pâine crocantă”;
hu  anyanyelv „limbă maternă” < de  Muttersprache;
zh  lán-méi < en  blueberry „afină” (lit. „bacă albastră”);
BCMS zemljopis „geografie” < el  geographía (lit. „descrierea Pământului”).
Și calcurile de cuvinte compuse pot fi parțiale:
ro  minifustă < fr  minijupe;
fr  Nord-Vietnam „Vietnamul de Nord” < en  North Vietnam;
en  liverwurst „lebărvurst” < de  Leberwurst;
hu  agrárkérdés „chestiune agrară” < de  Agrarfrage;
BCMS knjigobus „bibliobuz” < fr  bibliobus.